# Rösan
Rösan är en småort i Onsala socken i Kungsbacka kommun, Hallands län. 